# 莊應德
莊應德（1581年10月5日—1627年5月12日，萬曆九年九月初八日－天啟七年三月二十七日），字若侯，號穀神。南直隸常州府武進縣（今屬常州市）人，明朝政治人物。

## 生平
萬曆四十年（1612年）中式壬子科應天府鄉試舉人。萬曆四十四年（1616年）中式丙辰科第三甲第一百零八名同進士出身。授湖廣麻城縣知縣。天啟元年（1621年）改北直隸內黃縣知縣。
後內陞刑部山東司郎中。敕封中順大夫，有敕命一道。
天啟七年（1627年）三月卒，年四十七歲。

## 家族
莊應德屬毗陵莊氏第八世。
- 父：莊起元（1559年－1633年），萬曆三十八年進士，官至太僕寺少卿。
- 應德排行第一，有四弟：
  - 莊應熙（1589年－1661年），恩貢生，翰林院待詔。
  - 莊恒（1589年－1661年），崇禎十六年進士，官至浙江督學御史。
  - 莊應會（1598年－1656年），崇禎元年進士，官至刑部右侍郎。
  - 莊應詔（1600年－1676年），崇禎十二年副榜，官至江西瑞州府推官。

### 妻妾
- 正室：薛氏，敕封恭人。
- 繼室：胡氏，敕封恭人，山東東昌府通判胡士睿之女。
- 無側室。

### 子嗣
- 嗣子：莊傑生，弟莊恒三子，入嗣。
- 嗣子：莊複謙，弟應熙次子，入嗣。